# Soulcalibur Legends
Soulcalibur Legends är ett tv-spel till Wii, som släpptes i Europa under 2008. Spelet är en spinoff på Namco Bandais populära Soul-serie.

## Mottagande
Enligt MobyGames har Legends överlag fått medelmåttiga betyg av pressen med ett medel på 52/100.